# Ali Bazan
Ali Bazan (arab. علي بازان) – wieś w Syrii, w muhafazie muhafazie Aleppo. W 2004 roku liczyła 233 mieszkańców.